# Oklepni vlak
Oklepni vlak (tudi oklepna vlakovna kompozicija) je vrsta vlaka, ki je namenjen za vojaške operacije.
Glavni namen oklepnih vlakov je zagotavljanje nemotenega železniškega prometa, zagotavljanje ognjene podpore enotam v bližini, izvajanje omejenih akcij v okolici vlaka,...

## Organizacija oklepnega vlaka
Oklepni vlak je bil po navadi sestavljen iz:
- dveh ali več oklepnih lokomotiv (običajna lokomotiva z dodanim oklepom),
- dveh ali več prednjih vagonov, ki so namenjeni proti iztirjenju in minam,
- več oboroženih vagonov (po navadi so oboroženi s protiletalskim orožjem, lahkimi topovi, minometi,...)
- več bivalnih in skladiščnih vagonov

## Oklepni vlakov v Sloveniji
Najbolj množična uporaba oklepnih vlakov v Sloveniji je bila med drugo svetovno vojno, ko so domobranci upravljali več teh.